# خالد محمود (لاعب كريكت)
خالد محمود (26 يوليو 1971 في بنغلاديش - ) (بالبنغالية: খালেদ মাহমুদ সুজন)‏ هو لاعب كريكت بنغلاديشي وباكستاني. شارك في دورة ألعاب الكومنولث 1998. وشارك مع منتخب بنغلادش الوطني للكريكت. أما مع النوادي، فقد لعب مع Dhaka Division cricket team ‏ وDhaka Metropolis cricket team ‏.

## وصلات خارجية
- خالد محمود على موقع إي آس بي آن كريك إنفو (الإنجليزية)